# Dolores Gutiérrez Zurita
Dolores del Carmen Gutiérrez Zurita (Villahermosa, Tabasco, 7 de octubre de 1963) es una periodista y política mexicana, militante del Partido de la Revolución Democrática. Fue diputada local por la LXIII Legislatura que entró en funciones el 5 de septiembre de 2018.
De 2003 al 2006 fue diputada federal en la LIX Legislatura, donde se desempeñó como Secretaria de la Comisión de Radio, Televisión y Cinematografía. En 2012 tomó protesta como Senadora de la República de la LXI Legislatura para suplir a Arturo Núñez Jiménez. El 1 de enero de 2013 al 30 de junio de 2016 se desempeñó como Coordinadora General de Comunicación Social y Relaciones Públicas del Gobierno de Tabasco. A partir del 1 de febrero de 2017 asumió la Dirección General de la Comisión de Radio y Televisión de Tabasco (CORAT) cargo que desempeñó hasta finales de marzo de 2018.

## Biografía
Dolores Gutiérrez es oriunda de Villahermosa, Tabasco, México. Realizó estudios de preparatoria en la capital del estado. Posteriormente cursó la Licenciatura en Ciencias de la Comunicación en la Universidad Autónoma de Guadalajara.
El 7 de junio de 1995 recibió el Premio Estatal de Periodismo de Tabasco.
Se desempeñó como reportera en diversos programas radiofónicos en Tabasco. Fue creadora y conductora titular  del programa “Dígalo a las 3” en la radiodifusora XEVA, empresa donde fue Directora de Noticias y fundadora del programa “Radio Correo Informativo” en sus tres emisiones.  También trabajó en la radiodifusora XEVX, como conductora titular de la emisión matutina  del programa “Poder Informativo”.
En Jalisco, inició su trayectoria periodística  en las radiodifusoras: Grupo Promomedios de Occidente y DK de Guadalajara; así como también en los diarios El Financiero edición Jalisco y Ocho Columnas.

## Actividades Académicas
Fue catedrática fundadora de la Licenciatura en Ciencias de la Comunicación en la Universidad Juárez Autónoma de Tabasco (UJAT) y también impartió clases en la Universidad del Valle (UVM) Campus Villahermosa.

## Trayectoria legislativa
Como diputada federal de la LIX Legislatura, fungió como secretaria de la Comisión de Radio, Televisión y Cinematografía (RTC); participó en las comisiones de Ciencia y Tecnología, así como en la de Equidad y Género. Además, fue integrante del Grupo de Amistad México – Chile. Durante este periodo presentó iniciativas para dar trato fiscal preferencial a la frontera sur del país, específicamente para el municipio de Tenosique, Tabasco.
Durante los trabajos que desempeñó en la Comisión de Radio, Televisión y Cinematografía destaca su participación en la elaboración de la Ley para el Fomento a la Producción de Películas Nacionales a través del Fideicomiso Especial conocido como “Un peso en Taquilla”, que desde su puesta en vigencia ha permitido incrementar notablemente las producciones fílmicas nacionales, de las cuales muchas han sido premiadas nacional e internacionalmente por la crítica.
Como Senadora de la República ocupó la Presidencia de la Comisión de Límites de las Entidades Federativas y fue integrante de las comisiones de Medio Ambiente, Recursos Naturales y Pesca; Radio, Televisión y Cinematografía; Relaciones Exteriores, Organizaciones No Gubernamentales, así como de la Comisión de Trabajo y Previsión Social.

## Vida partidaria
En 2002, recibió la invitación de diversos liderazgos perredistas del Estado de Tabasco para ser candidata ciudadana a la diputación federal. Al aceptar dicha candidatura concluyó una de sus etapas profesionales más importantes como periodista radiofónica en Tabasco.
Entre los años 2005 y 2006 fue representante de la campaña presidencial del candidato del PRD, Andrés Manuel López Obrador, en el Estado de Sinaloa; durante esta etapa se encargó de la promoción entre la sociedad civil a través de Redes Ciudadanas. Desde su responsabilidad como Senadora trabajó de cerca con la dirigencia en turno del PRD estatal en actividades políticas y de apoyo a los afectados por las severas inundaciones registradas en la entidad a partir de 2007. Su compromiso social con la militancia perredista y con los tabasqueños ha distinguido sus actividades políticas.  